# Comitè Internacional de la Creu Roja
El Comitè Internacional de la Creu Roja (CICR) (en francès: Comité international de la Croix-Rouge) és una organització imparcial, neutral i independent, que té la missió exclusivament humanitària de protegir la vida i la dignitat de les víctimes de la guerra i la violència interna, així com de prestar-los assistència. Ha estat guardonada en quatre 
ocasions amb el Premi Nobel de la Pau.

## Organització
En les situacions de conflicte, dirigeix i coordina les activitats internacionals de socors del Moviment Internacional de la Creu Roja i de la Mitja Lluna Roja. Procura, així mateix, prevenir el sofriment mitjançant la promoció i l'enfortiment del dret i dels principis humanitaris universals.
La seu del CICR es troba en la ciutat de Ginebra (Suïssa) i fou fundada el 1863 pel suís Jean Henri Dunant, Premi Nobel de la Pau el 1901.
El Moviment Internacional de la Creu Roja i de la Mitja Lluna Roja engloba totes les Organitzacions relacionades amb la Creu Roja i la Mitja Lluna Roja. Elles són: 
- Comitè Internacional de la Creu Roja
- Federació Internacional de Societats de la Creu Roja i de la Mitja Lluna Roja (FICR)
- les Societats Nacionals de la Creu Roja i la Mitja Lluna Roja

## Premi Nobel de la Pau
El Comitè Internacional de la Creu Roja ha rebut el Premi Nobel de la Pau en tres ocasions, el 1917, 1944 i 1963 per la seva tasca humanitària en els diversos conflictes del segle XX.

## Organització del CICR
Els òrgans directius del CICR són: 

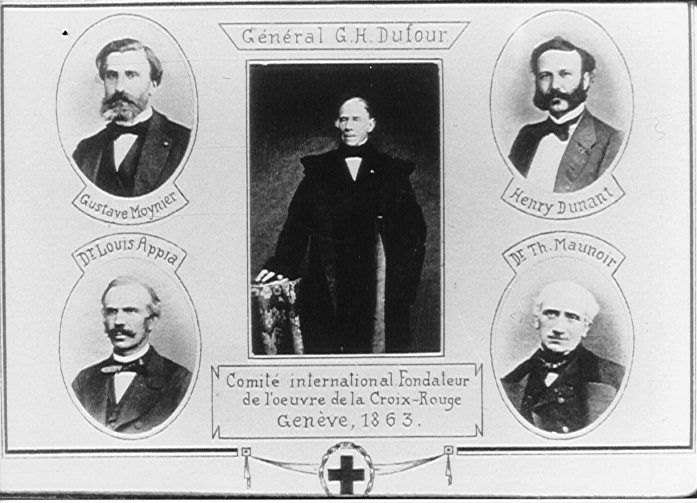
Membres fundadors del Comitè Internacional de la Creu Roja

- L'Assemblea, composta entre 15 a 25 persones que són reclutades per cooptació entre els ciutadans suïssos. És la màxima autoritat del CICR i el seu President ho és també del CICR.
- el Consell de l'Assemblea, integrat per cinc membres electes per l'Assemblea el President del CICR. Actua entre les sessions de l'Assemblea i s'encarrega de l'enllaç entre aquesta i la Directiva.
- la Directiva és l'òrgan executiu del CICR. És l'encarregat d'executar les decisions de l'Assemblea i de dur l'administració del CICR. Està integrada pel Director General i tres directors, tots anomenats per l'Assemblea.

Segons els estatuts del CICR tots els integrants dels òrgans directius han de ser ciutadans suïssos.

## Presidents del CICR
- 1863-1864: Guillaume Henri Dufour[3]
- 1864-1910: Gustave Moynier
- 1910-1928: Gustave Ador
- 1928-1945: Max Huber
- 1945-1948: Carl Burckhardt
- 1948-1955: Paul Ruegger
- 1955-1964: Léopold Boissier
- 1964-1969: Samuel Gonard
- 1969-1973: Marcel Naville
- 1973-1976: Eric Martin
- 1976-1987: Alexandre Hay
- 1987-1999: Cornelio Sommaruga
- 2000-2012: Jakob Kellenberger
- Des de 2012: Peter Maurer[4]